# Margarita Linton
Margarita Linton (Boedo, Buenos Aires, Argentina, 1926 - ibídem, 19 de abril de 2009) fue una actriz de cine, radio, teatro  y televisión argentina.

## Carrera
Margarita Linton fue una actriz que incursionó extensamente durante la época dorada cinematográfica argentina, durante las décadas de 1940, 1950 y 1960. Ya fuera como protagonista o como actriz secundaria, compartió escenas con colosos del cine nacional como Tita Merello,  Alberto Closas, Margarita Corona, Humberto de la Rosa, Manuel Alcón, Olga Gatti, Nelly Meden, Pedro Maratea, Alberto Anchart, Benita Puértolas, Lolita Torres, Eduardo Otero, Juan Carlos Thorry, entre muchas otras.
Hizo radio y televisión e integró la compañía teatral encabezada por Luisa Vehil, en las que compartió escenas con populares figuras del momento como Iris Marga, Elina Colomer, Mario Lozano, Blanca Tapia, Cayetano Biondo, Ana María Campoy y José Cibrián. También formó parte de la Compañía Argentina de Comedia Elina Colomer-José Cibrián-Carlos Cores.
En la década de 1970 se desempeñó como asesora de modales de famosos como Susana Giménez y Carlos Monzón.

## Asesinato
Margarita Linton ya mayor pasó sus últimos años alejada de los medios y viviendo sola en su residencia porteña domiciliada en Cabello al 3500. Fue asesinada el lunes 19 de abril de 2009 en su departamento del barrio de Palermo en Buenos Aires, tras ser  maniatada, golpeada fuertemente en la cabeza y asfixiada con cofia usada para teñir el cabello. El cadáver fue descubierto por la hija de la víctima, quien la encontró tirada en el piso, atada de pies y manos con los cables de un electrodoméstico. Las pericias forenses determinaron que Linton murió como consecuencia de un paro cardíaco producto del estrés tras la agresión. Por el caso fue detenida su mucama llamada María Fátima Acuña Madruga, de origen paraguayo, que la mató para robarle algunas pertenencias entre ellas un televisor encontrado en su hogar. Margarita Linton tenía 83 años.

## Filmografía
- 1949: La cuna vacía
- 1951: Vivir un instante
- 1954: Crisol de hombres
- 1960: La patota
- 1961: Ultraje
- 1967: Chau amor[3]

## Radio
Linton tuvo una importante incursión en varia emisoras radiales de la época. Formó una popular dupla en Radio El Mundo con el actor Oscar Ferrigno.

## Televisión
- 1973: Aquellos que se fueron[5]
- 1973: Y... ellos visten de negro
- 1984: Entre el amor y el poder, estelarizado por Silvia Montanari y Miguel Ángel Suárez.[6]

## Teatro
En Teatro se destacó en numerosas obras como: 
- Historia de una escalera
- Petit Café
- Llegan parientes de España
- Mi señorita esposa
- La casa de los siete balcones de Alejandro Casona
- La tercera palabra
- La cigüeña dijo sí
- Té y simpatía[7]